# In the passing light of day
In the Passing Light of Day es el décimo disco de estudio de la banda sueca Pain of Salvation, lanzado el 13 de enero de 2017 a través del sello InsideOut Music. Se trata de un disco conceptual en el cual las letras de sus canciones se refieren a la mortalidad, disfrutes y enojos de la vida. El disco está dedicado a "my lover, my best friend" ("mi amante, mi mejor amiga") en referencia a la Johanna Iggsten, esposa de Daniel Gildenlöw.

## Sobre el disco
El disco fue concebido en 2014 cuando el líder de la banda, Daniel Gildenlöw, contrajo una infección en su espalda producida por la bacteria Streptococcus. Al ser hospitalizado en la ciudad sueca Uppsala, se vio forzado a rechazar la gira "KaLIVEoscope" de la que iba formar parte con la banda Transatlantic. Durante el tratamiento, Gildenlöw compuso las canciones principales del disco, incluyendo la que le da el nombre al mismo: "In The Passing Light of Day" que ronda los 15 minutos de duración.

### Tracklist
Todas las letras escritas por Daniel Gildenlöw excepto la canción "Meaningless", escrita por Ragnar Zolberg & Daniel Gildenlöw, toda la música compuesta por Daniel Gildenlöw y Ragnar Zolberg, excepto "Silent Gold" que pertenece a Daniel Gildenlöw y Peter Kvint. 
| N.º | Título                     | Duración |  |
| 1.  | «On a Tuesday»             | 10:22    |  |
| 2.  | «Tongue of God»            | 4:53     |  |
| 3.  | «Meaningless»              | 4:47     |  |
| 4.  | «Silent Gold»              | 3:23     |  |
| 5.  | «Full Throttle Tribe»      | 9:05     |  |
| 6.  | «Reasons»                  | 4:45     |  |
| 7.  | «Angels of Broken Things»  | 6:24     |  |
| 8.  | «The Taming of a Beast»    | 6:33     |  |
| 9.  | «If This Is the End»       | 6:03     |  |
| 10. | «The Passing Light of Day» | 15:31    |  |

### Special edition bonus CD
| N.º | Título                                 | Duración |  |
| 1.  | «Introduction (demo intro)»            | 1:45     |  |
| 2.  | «Tongue of God (demo intro)»           | 0:48     |  |
| 3.  | «Tongue of God (demo)»                 | 5:00     |  |
| 4.  | «Meaningless (demo intro)»             | 0:44     |  |
| 5.  | «Meaningless (demo)»                   | 5:48     |  |
| 6.  | «Silent Gold (demo intro)»             | 0:48     |  |
| 7.  | «Silent Gold (demo)»                   | 3:12     |  |
| 8.  | «Full Throttle Tribe (demo intro)»     | 0:49     |  |
| 9.  | «Full Throttle Tribe (demo)»           | 8:54     |  |
| 10. | «Reasons (demo intro)»                 | 0:52     |  |
| 11. | «Reasons (demo)»                       | 4:32     |  |
| 12. | «Angels of Broken Things (demo intro)» | 0:42     |  |
| 13. | «Angels of Broken Things (demo)»       | 6:56     |  |
| 14. | «Bloopers»                             | 2:32     |  |

#### Músicos
- Daniel Gildenlöw – voz, guitarra
- Ragnar Zolberg – guitarra, coros
- Gustaf Hielm – bajo, coros
- Daniel "D2" Karlsson – teclados, coros
- Léo Margarit – batería, coros

##### Músicos invitados
- Peter Kvint – bajo, melotrón y coros en "Silent Gold"
- Camilla Arvidsson – violín
- David Ra-Champari – violín
- Anette Kumlin – oboe, English horn
- Hálfdán Árnason – double bass